# Города Вьетнама
Города Вьетнама в структуре административно-территориальных единиц Социалистической Республики Вьетнам могут занимать одно из четырёх положений:
- Города центрального подчинения (вьет. Thành phố trực thuộc Trung ương) — наиболее крупные города: Ханой, Хошимин, Дананг, Хайфон и Кантхо. Не входят в состав какой-либо провинции; в структуре административно-территориальных единиц (АТЕ) находятся на одном уровне с провинциями. Все пять городов Вьетнама с населением выше 1 млн. чел. являются городами центрального подчинения.
- Города провинциального подчинения (вьет. Thành phố trực thuộc tỉnh) — города меньшего размера, находятся на втором уровне структуры АТЕ (уездном). Входят в состав провинции и обычно являются её административным центром. Городов провинциального подчинения в стране около 60.
- Административные единицы первого порядка (вьет. thị xã) — также находятся на втором уровне структуры АТЕ, входят в состав провинции или города центрального подчинения. По размеру и уровню развития равны или несколько меньше городов провинциального подчинения.
- Городские общины-коммуны (вьет. thị trấn) — малые города, входящие в состав уезда. Находятся на нижнем, третьем уровне структуры АТЕ, вместе с кварталами и общинами.

На территории Вьетнама также имеются древние города, которые расположены на территории других административных единиц и не имеют собственного административного статуса.

## Категории городов
В зависимости от размера и плотности населения, доли несельскохозяйственной деятельности в структуре экономики, уровня экономического развития, выполняемых функций и инфраструктуры городу присваивается категория от 1 до 5 или особая. Соответствие типа АТЕ и категорий следующее:
- город центрального подчинения — категория 1 или особая,
- город провинциального подчинения — 1, 2 или 3 категория,
- административная единица первого порядка — 3 или 4 категория,
- городская община-коммуна — 4 или 5 категория.

## Города центрального подчинения
1. Ханой — столица
2. Хошимин
3. Дананг
4. Кантхо
5. Хайфон
6. Хюэ

## Города провинциального подчинения

### Города — административные центры провинций
1. Бакльеу
2. Бакзянг
3. Бакнинь
4. Бьенхоа
5. Бенче
6. Буонматхуот
7. Камау
8. Каобанг
9. Каолань
10. Далат
11. Дьенбьенфу
12. Донгха
13. Донгхой
14. Хазянг
15. Хатинь
16. Халонг
17. Хайзыонг
18. Хоабинь
19. Хоалы
20. Хынгйен
21. Контум
22. Лангшон
23. Лаокай
24. Лонгсюен
25. Митхо
26. Намдинь
27. Нячанг
28. Фанранг-Тхаптям
29. Фантхиет
30. Фули
31. Плейку
32. Куангнгай
33. Куинён
34. Ратьзя
35. Шокчанг
36. Шонла
37. Тамки
38. Танан
39. Тхайбинь
40. Тхайнгуен
41. Тханьхоа
42. Тхузаумот
43. Чавинь
44. Туихоа
45. Туенкуанг
46. Витхань
47. Вьетчи
48. Винь
49. Виньлонг
50. Виньиен
51. Вунгтау
52. Йенбай

### Города в провинциях
1. Баолок
2. Бариа
3. Камфа
4. Камрань
5. Тяудок
6. Хойан
7. Монгкай
8. Уонгби

## Административные единица первого порядка

### Административные центры провинций
1. Баккан
2. Донгсоай
3. Зянгиа
4. Лайтяу
5. Тэйнинь

### Административные единицы первого порядка в провинциях
1. Анкхе
2. Аннён
3. Аюнпа
4. Бимшон
5. Биньлонг
6. Биньминь
7. Буонхо
8. Виньтяу
9. Зиан
10. Куангйен
11. Куангчи
12. Кыало
13. Лази
14. Лонгкхань
15. Мыонглай
16. Нгабай
17. Нгиало
18. Тамдьеп
19. Тантяу
20. Тхайхоа
21. Тхуанан
22. Тышон
23. Фукйен
24. Футхо
25. Фыоклонг
26. Хатьен
27. Халонг
28. Хонгнгы
29. Хыонгтхюи
30. Хыонгча
31. Шадек
32. Шамшон
33. Шонгконг

### Административные единицы первого порядка в городах
1. Шонтэй

и другие, всего более 40.

## Древние города
1. Хоалы